# Clinton (Massachusetts)
Clinton és una població dels Estats Units a l'estat de Massachusetts. Segons el cens del 2000 tenia 13.435 habitants.

## Demografia
Segons el cens del 2000, Clinton tenia 13.435 habitants, 5.597 habitatges, i 3.397 famílies. La densitat de població era de 910 habitants per km².
Dels 5.597 habitatges en un 28,1% hi vivien nens de menys de 18 anys, en un 43,7% hi vivien parelles casades, en un 12,7% dones solteres, i en un 39,3% no eren unitats familiars. En el 33,1% dels habitatges hi vivien persones soles el 12,4% de les quals corresponia a persones de 65 anys o més que vivien soles. El nombre mitjà de persones vivint en cada habitatge era de 2,38 i el nombre mitjà de persones que vivien en cada família era de 3,06.
Per edats la població es repartia de la següent manera: un 23% tenia menys de 18 anys, un 7,8% entre 18 i 24, un 32,9% entre 25 i 44, un 21,3% de 45 a 60 i un 15% 65 anys o més.
L'edat mediana era de 37 anys. Per cada 100 dones de 18 o més anys hi havia 89,6 homes.
La renda mediana per habitatge era de 44.740 $ i la renda mediana per família de 53.308$. Els homes tenien una renda mediana de 37.263 $ mentre que les dones 30.035$. La renda per capita de la població era de 22.764$. Entorn del 4,9% de les famílies i el 7,1% de la població estaven per davall del llindar de pobresa.